# R Monocerotis
R Monocerotis är en eruptiv variabel av Herbig Ae/Be-typ (INA) i Enhörningens stjärnbild. Stjärnan var den första i Enhörningens stjärnbild som fick en variabelbeteckning.
Stjärnan varierar mellan bolometrisk magnitud +11 och 13,8 utan någon fastställd periodicitet.
Stjärnan är belägen i den nebulosan "Hubbles variabla nebulosa" (NGC 2261). Vissa astronomer menar att R Monocerotis inte är någon egentlig stjärna, utan mera en ljusstark samling gaser i nebulosan. Vissa stjärnkataloger tar därför inte upp R Monocerotis som stjärna.

## Fotnoter
1. ↑  Variabelstjärnornas beteckningar börjar med bokstäverna R-Z, därefter A-Q , följt av RR-ZZ och AA-QQ, varefter de börjar betecknas med bokstaven V och ett ordningsnummer, från och med V335.